# 松本美奈子
松本 美奈子（まつもと みなこ、本名同じ、1980年6月3日 - ）は、日本の女優である。身長158cm、体重46kg。血液型AB型。趣味は、沖縄三線・スキー・ゴルフ・ハワイアンフラ。特技は着付け。所属事務所は株式会社ブルーエール。

## 来歴
愛知県大府市出身。愛知淑徳高等学校→日出女子学園高等学校。学習院女子大学卒業。
NHK名古屋放送児童劇団、ジャパン・アーチスト・オフィスなど地元名古屋で活動後、オーディションにて1998年、松本あまりとして「しおり伝説〜スター誕生〜」でドラマデビュー。ドラマ、グラビア、リポーターなどで活躍。現在は本名の「松本美奈子」で活動している。

## 出演

### 連続ドラマ
- 中学生日記（NHK名古屋=NHK教育）- 1994-1997年
- しおり伝説〜スター誕生〜（1999年2月-3月、CBC=TBS系 ドラマ30）
- 蔵の宿（2000年10月-11月、CBC=TBS系 ドラマ30）
- 新キッズ・ウォー（2005年7月-8月、CBC=TBS系 ドラマ30） - 美代子 役
- 新キッズ・ウォー2（2006年6月-7月、CBC=TBS系 ドラマ30） - 美代子 役
- 浅草ふくまる旅館（2007年1月-3月、TBS系） - 大野真美役

### 連続ドラマへのゲスト出演
- 八丁堀の七人（2002年2月、テレビ朝日）
- 特命!刑事どん亀（2006年11月、TBS）
- 水戸黄門第43部 第16話「ニセ印籠で村を救え! -館山-」（2011年11月7日、TBS） - ふじ 役

### 単発ドラマ
- スペシャルドラマ「心中津軽十三湖」（1999年9月、TBS）
- 火曜サスペンス劇場「九門法律相談所11出世払い裁判（1999年11月、日本テレビ） - 友子 役
- 金曜エンターテイメント浅見光彦シリーズ13「津軽殺人事件」（2001年11月、フジテレビ） - 横山美智代 役
- 月曜ミステリー劇場 内田康夫サスペンス 「萩原朔太郎」の亡霊（2002年2月、TBS）

### その他TV
- 熱中ホビー百科アウトドア編（1997年、NHK教育） - レギュラー
- セリエAスペシャル（2000年3月日本テレビ） - レポーター
- 長野朝日放送開局10周年記念番組「内田康夫歴史ロマン　中山道ミステリー紀行」（2001年、テレビ朝日） - レポーター
- 世界ウルルン滞在記 クロアチア編（2000年9月、TBS）

### 映画
- 仁義23
- 本気!序章
- 本気!25
- 釣りバカ日誌11（2000年）
- 釣りバカ日誌12（2001年）
- 犬神家の一族（2006年） - 青沼菊乃役

### 舞台
- 劇団たいしゅう小説家「ディレクション!」（2007年9月15日－9月24日、製作:キティフィルム、東京芸術劇場小ホール）
- 劇団たいしゅう小説家 Presennt`ｓ「ゲキ☆ハピ」（2010年9月18日−23日、MAKOTOシアター銀座）
- コマツ企画現代劇「どうじょう」（2010年10月23日-31日、下北沢OFF OFFシアター）
- 中津留章仁LOVERS Vol.2「灰色の彼方」(2010年12月8日-14日、タイニイアリス)
- 明治座コロッケ特別公演「棟方志功物語」（2011年7月5日-8月14日、明治座）

### CM
- 富士ゼロックス（2002年）
- 近畿日本ツーリスト2001年沖縄キャンペーン